# Iglesia de San Juan Bautista (Arechavaleta)
La iglesia de San Juan Bautista es un templo situado en el concejo de Arechavaleta, en el municipio alavés de Vitoria.

## Descripción

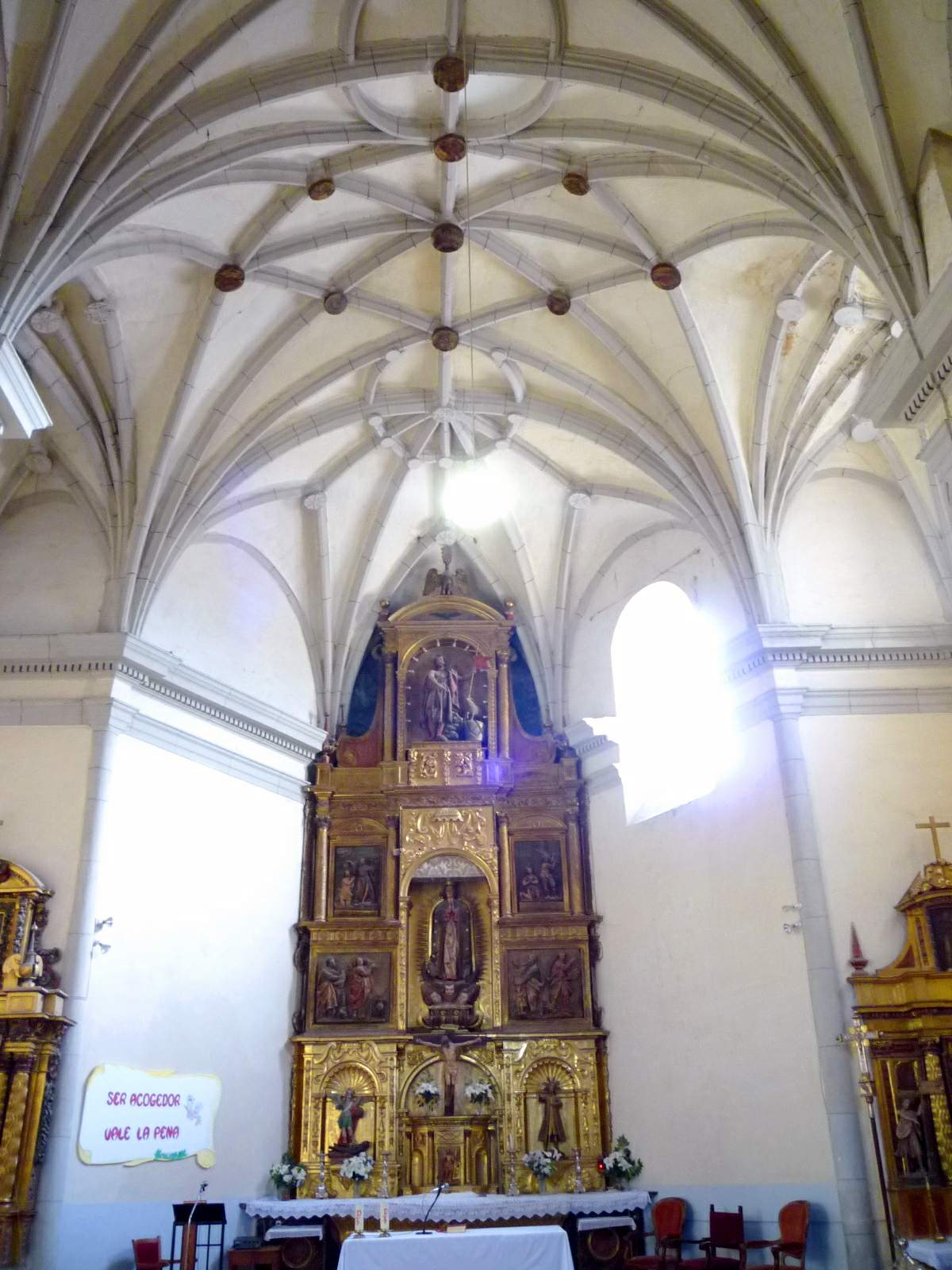
Interior de la iglesia

Se menciona como iglesia parroquial del lugar en el Diccionario geográfico-estadístico-histórico de España y sus posesiones de Ultramar de Pascual Madoz, donde se asegura que, a mediados del siglo XIX, era «anejo de las de Vitoria, y servida por 1 cura beneficiado». Décadas después, ya en el siglo XX, Vicente Vera y López vuelve a reseñarla en el tomo de la Geografía general del País Vasco-Navarro dedicado a Álava con las siguientes palabras: «Su parroquia, de categoría rural de segunda, está dedicada á San Juan Bautista y pertenece al arciprestazgo de Armentia».
Los registros sacramentales de bautismos, matrimonios y decesos generados por la parroquia de San Juan Bautista desde el siglo XV hasta el final del XIX se conservan con los del resto de iglesias de la provincia en el Archivo Histórico Diocesano de Vitoria, donde pueden consultarse.